# Axel Mengewein

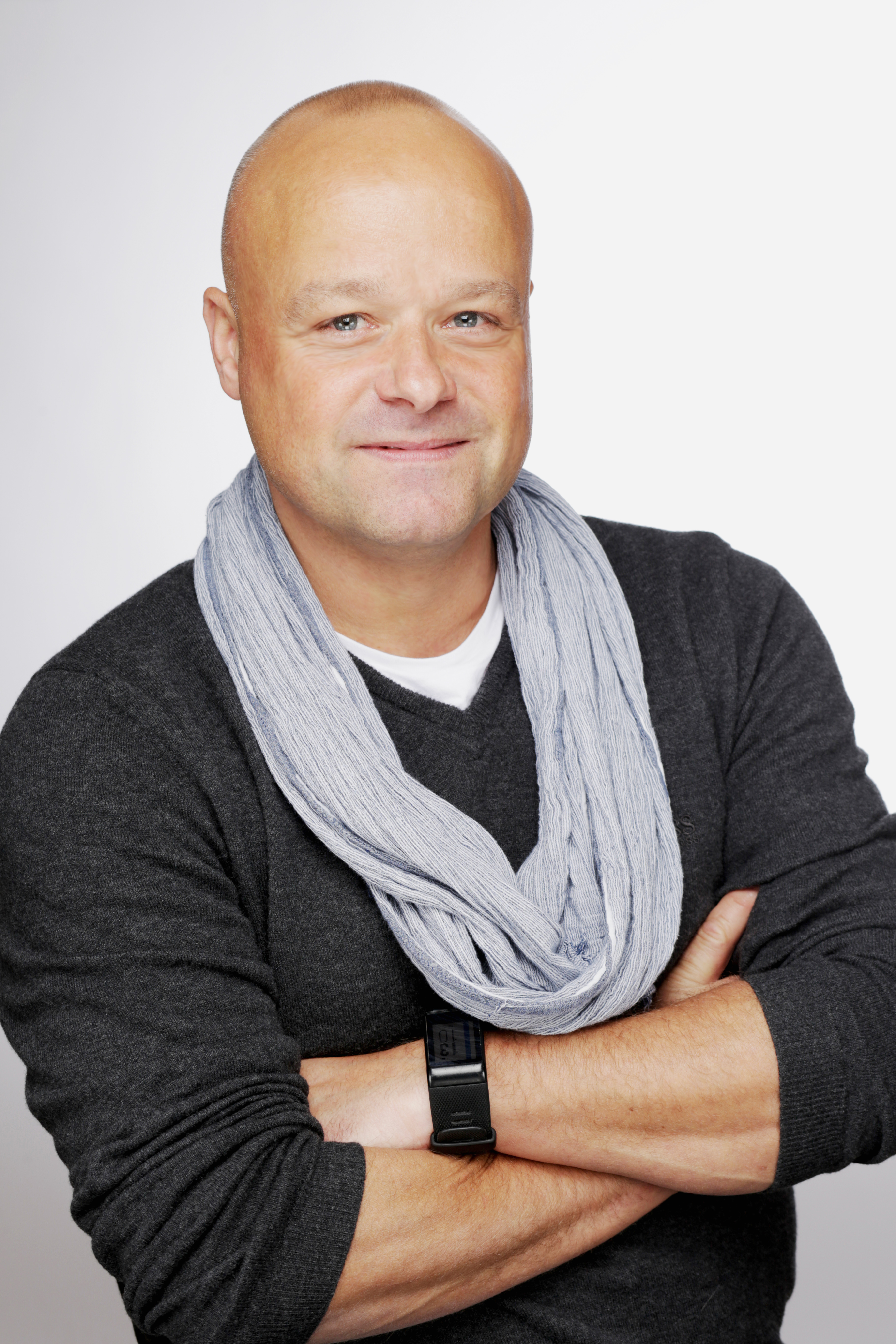
Axel Mengewein (2018)

Axel Mengewein (* 30. Januar 1969 in Wattenscheid) ist ein deutscher Buchautor, Journalist, Moderator und Blogger.

## Leben und Karriere
Mengewein wuchs in Augsburg auf, wo er seine Schulausbildung bis zum Fachabitur absolvierte. Er schloss seine Betriebswirtschaftslehre mit Schwerpunkt Organisation und Datenverarbeitung an der Fachhochschule in Augsburg mit dem Diplom-Betriebswirt (FH) ab.
Während und nach seinem Studium in Augsburg verdiente sich Mengewein unter dem Künstlernamen „axellent – der Künstler“ mit Jonglieren, Stelzenlaufen, Modellierballons, Artistik, Comedy und Event-Moderation etwas hinzu. Daraus entwickelte sich im Laufe der Jahre eine Künstleragentur mit dem Namen „axellent promotion“.
Mengewein war als freier Mitarbeiter bei Radio KÖ 87,9, RTL2 und Main FM in Augsburg, München und Frankfurt am Main tätig. Er arbeitete zunächst beim Augsburg Journal und war sieben Jahre Hörfunkmoderator bei Radio KÖ 87,9. Seine Personalityshow „Axels Wundertüte“ wurde 1995 mit dem BLM-Hörfunkpreis für die beste Kindersendung (Konzept, Redaktion, Moderation) ausgezeichnet. Im August 1996 wechselte er zum ZDF und wurde Gründungsmitglied der Onlineredaktion ZDFonline. Er verantwortete bis 2000 den Onlineauftritt von WISO. Später leitete er die Fachredaktion „Chats & Foren“ in der Hauptredaktion Neue Medien, moderierte zusammen mit Cherno Jobatey die Fernsehsendung „Onlinenacht“ und war Schlussredakteur des ZDFtext und Autor von Artikeln, Meldungen und Beiträgen.
Mengewein erhielt 2014 den der schwarzen Gürtel, 1. Dan im Taekwondo. Er wohnt in Mainz und Augsburg.

## Veröffentlichungen
- Halbe Arbeit – ganzes Leben. Arbeite so wenig, wie du willst. Das Teilzeit-Manifest, Ariston Verlag, 2018, ISBN 978-3-424-20193-2.

## Ehrungen und Auszeichnungen
- 1995 Hörfunkpreis der Bayerischen Landeszentrale für neue Medien (BLM)[8] für die Kinderhörfunksendung „Axels Wundertüte“ auf Radio KÖ 87,9[4] in Augsburg.
- 2000 Prix Italia im Bereich Web/Multimedia für den Netzreporter Axel Mengewein als „CyPorter“.[9] Kunstwort aus „Cyberspace“ und „Reporter“.